# Serce oskarżycielem
Serce oskarżycielem (ang. Tell-Tale Heart) – nowela Edgara Allana Poego, opublikowana w 1843 roku na łamach magazynu „The Pioneer”. Jest zaliczana do literatury gotyckiej i jest jednym z najbardziej znanych utworów autora. 

## Opis fabuły
Historia prezentowana jest z perspektywy narracji pierwszoosobowej, z anonimowym narratorem, który twierdzi, że jest zdrowy psychicznie, cierpi jednak na chorobę wywołującą wyostrzenie zmysłów. Człowiek, z którym mieszka, ma niewyraźne, sępie, niebieskie oko, które do tego stopnia dręczy narratora, że ten postanawia go zabić. Uważa, że skrupulatna precyzja w planowaniu morderstwa dowodzi, że nie może być szalony. Siedem nocy z rzędu otwiera on drzwi do pokoju starego człowieka, za każdym razem zajmuje mu to pełną godzinę. Jednak sępie oko starca pozostaje zamknięte, co uniemożliwia mu popełnienie zbrodni.
Ósmej nocy starzec budzi się i siedzi w łóżku, podczas gdy narrator zaczyna przeprowadzać swój nocny rytuał. Nie waha się więcej, a chwilę później postanawia zapalić lampion. Pojedynczy promień światła ląduje dokładnie w oku starca, a narrator dostrzega, że jest ono szeroko otwarte. Słysząc jak jego serce bije z przerażenia w niezwykły i groźnie szybki sposób, decyduje się na atak, skacząc w kierunku starego człowieka, krzycząc głośno, co powoduje u starca atak serca, a następnie dusi współlokatora w jego własnym łóżku. Postanawia poćwiartować ciało i ukrywa jego resztki pod deskami podłogi. Jest pewny, że zatarł wszystkie ślady zbrodni. Mimo to, sąsiedzi – słysząc krzyk starca – wzywają policję. Narrator zaprasza trzech policjantów, żeby mogli się rozejrzeć, będąc pewnym, że nie są oni w stanie znaleźć żadnego dowodu zbrodni. Przynosi dla nich krzesła, a ci siadają w pokoju starego człowieka, dokładnie w miejscu, gdzie zostało schowane ciało. Nic nie podejrzewają, a narrator wyraża się w przyjemny i lekki sposób o swoim lokatorze.
Jednak po pewnym czasie zaczyna on słyszeć słabe głosy. Gdy te stają się coraz głośniejsze, dochodzi do wniosku, że jest to bicie serca pochodzące z miejsca pod podłogą, nie dopuszczając możliwości, że może to być jego własny odgłos serca. Dźwięk wciąż narasta, chociaż policjanci zdają się nie przykładać do tego wagi. Zszokowany tym i przekonany, że policja musi być świadoma tych dźwięków, narrator przyznaje się do zbrodni i mówi, żeby podnieśli deski w podłodze, gdzie ukrył ciało.

## Analiza
Serce oskarżycielem zaczyna się w formie medias res – w połowie akcji. Początek noweli składa się na konwersację między narratorem a inną osobą, która jednak pozostaje anonimowa. Można przypuszczać, że zwierza się on strażnikowi więziennemu, sędziemu, reporterowi z gazety, doktorowi bądź psychiatrze. To wywołuje w nim potrzebę wytłumaczenia się w możliwie szczegółowy sposób. Kolejna część utworu to studium terroru, a dokładnie, wspomnienie o nim, gdyż narrator odnosi się do przeszłości. Pierwsze słowo historii – „Prawda” – jest przyznaniem się do winy. Wstęp służy także do zwrócenia uwagi czytelnika i wprowadzenia go w fabułę. Od tego momentu każde słowo buduje atmosferę historii, tworząc Serce oskarżycielem najlepszym przykładem teorii Poego na temat noweli.
W fabule nie są eksponowane argumenty odnośnie do niewinności narratora, ale uwidocznione są próby dowodzenia jego zdrowia psychicznego. To jednak prowadzi do autodestrukcji, ponieważ owe starania prowadzą do przyznania się do winy. Zaprzeczenie szaleństwa bazuje na jego systematycznych ruchach i precyzji – jest to racjonalne wytłumaczenie nieracjonalnego zachowania. Owa racjonalność jest jednak osłabiona przez jego brak motywacji („Myśl była bez przedmiotu. Była pozbyta wszelkiej namiętności”). Pomijając to, twierdzi on, że idea morderstwa prześladowała go dniami i nocami. Jednak finalna scena noweli jest rezultatem poczucia winy. Jak wiele figur w powieści gotyckiej, jego nerwy dyktują jego prawdziwą naturę. Mimo iż narrator broni się, tłumacząc morderstwo wyostrzeniem zmysłów, co pozwala mu słyszeć bicie serca pod podłogą, to jest jednocześnie dowód na to, że jest on całkowicie szalony. Czytelnicy z czasów Poego mogli być szczególnie zainteresowani nowelą z powodu kontrowersji wokół obrony osób niepoczytalnych.
Narrator twierdzi, że cierpi na chorobę, która powoduje wyostrzenie zmysłów. Podobnego motywu używa Roderyk Usher w Zagładzie domu Usherów. Jednak nie jest do końca jasne, czy tak jest naprawdę, czy są to tylko jego wyobrażenia. Jeśli jednak opis jego stanu jest prawdziwy, może to być nie bicie serca starego człowieka, tylko odgłosy pewnego rodzaju owada – tykotka rudowłosa. Narrator przyznaje, że słyszał je w ścianie po tym, jak stary człowiek wpadł w przerażenie. Zgodnie z przesądami ten rodzaj owada jest znakiem nieuniknionej śmierci. Jeden z rodzajów tykotka rudowłosa stuka swoją głową w różne powierzchnie, prawdopodobnie w celach godowych, oraz emituje tykający dźwięk. Henry David Thoreau sugerował w 1838 roku, że owady te brzmią podobnie jak bicie serca. Z drugiej strony, jeśli owe odgłosy są produktem wyobraźni narratora, to właśnie one doprowadzają go do samodestrukcji. 
Relacje między narratorem a starym człowiekiem są niejednoznaczne, podobnie jak ich nazwiska, zawody i miejsca zamieszkania. W zasadzie ta ambiwalencja dodaje historii ironiczne elementy, które zwracają uwagę na szczegóły w fabule. Narrator może być służącym starca, lub – co bardziej prawdopodobne – jego synem. W tym wypadku sępie oko może symbolizować rodzicielską kontrolę i możliwie także podział na to, co jest dobre i to, co złe. Morderca, pozbywając się tego widoku, pozbywa się także sumienia. Oko może reprezentować tajemnicę, co znowu przywołuje niejednoznaczny brak szczegółów o starym człowieku i narratorze. Tylko gdy widzi on otwarte sępie oko, ujawniające tajemnicę, dopuszcza się morderstwa. Mimo to ich relacje są kwestią drugorzędną. Całość koncentruje się na wzorze popełnienia zbrodni doskonałej.
Richard Wilbur sugerował, że historia jest alegorycznym odniesieniem się do wiersza Do wiedzy. Pokazuje on walkę między wyobraźnią a nauką. W utworze Serce oskarżycielem stary człowiek reprezentuje naukowy racjonalizm, podczas gdy narrator wyobraźnię.

## Publikacja
Serce oskarżycielem zostało opublikowane w bostońskim magazynie „The Pioneer” w styczniu 1843 roku pod redakcją Jamesa Russella Lowella. Poe dostał za nią prawdopodobnie tylko 10 dolarów. Oryginalna publikacja zawiera cytat z wiersza A Psalm of Life Henry’ego Wadswortha Longfellowa. Historia była nieco skorygowana w publikacji w „Broadway Journal” z 23 sierpnia 1845 roku. To wydanie pomijało wiersz Longfellowa, ponieważ Poe uważał, że był to plagiat. Serce oskarżycielem było publikowane ponownie kilka razy, jeszcze za życia Poego.

## Adaptacje
- 1947: Zdradzieckie serce (reż. Jerzy Zarzycki)
- 1953: The Tell-Tale Heart (reż. Ted Parmelee)
- 1960: The Tell-Tale Heart (reż. Ernest Morris)
- 2006: Nightmares from the Mind of Poe